# Ansovinus
Ansovinus, född i Camerino, död därstädes 13 mars 868, var en romersk-katolsk biskop. Han var biskop av Camerino från omkring 850 till sin död. Ansovinus vördas som helgon inom Romersk-katolska kyrkan; hans minnesdag infaller den 13 mars.

### Webbkällor
- ”Sant' Ansovino di Camerino, vescovo”. Santi e Beati. http://www.santiebeati.it/Detailed/45100.html. Läst 13 november 2018.